# フョードル・リドヴァリ
フョードル・リドヴァリ（Fedor Lidval、1870年 - 1945年）は、ロシアの建築家。ロシア国内ではモダン様式の代表的な建築家である。自身が確立した北方モダン様式は、19世紀末からのロシア建築の世界的な認知につながった。芸術アカデミーで、レオン・ベノワに師事した。

## 代表作
- サンクトペテルブルク国際市外電話局（旧アゾフ＝ドン銀行）
- 自邸
- ホテル・アストリア
- ロシア連邦銀行アストラハン支店（旧アゾフ＝ドン銀行）
- オムスク鉄道局（現在のオムスク交通通信大学）
- トルストイ邸
- キエフ・ロシア銀行